# Хучбаров, Ахмед Сосиевич
Ахмед Сосиевич Хучбаров (ингуш. Хучбаранаькъан Сосе Ахьмад; ок. 1894, Гул — 17 декабря 1956, Тбилиси) — ингушский абрек и полевой командир, руководивший ингушским  сопротивлением советскому режиму в течение 27 лет, вплоть до своей смерти в 1956 году. Представитель тайпа Гулой из тайпового сообщества Мержой. Национальный герой ингушей.

## Биография
Родился в селении Гул горной Ингушетии в 1904 году. Является представителем тайпа Гулой (ингуш. ГІулой) из тайпового сообщества Мержой. Был образованным. В 1929 году Ахмед Хучбаров живя в Ангуште подвергся раскулачиванию. Позже встал на путь абречества.
Ахмед Хучбаров и другие абреки осуществляли вооруженное сопротивление как регулярную войну, имевшую собственную тактику и стратегию. Хучбаров и его бойцы грамотно использовали естественные природные условия территории Ингушетии и прилегающих к ней районов со стратегическими задачами конкретных военных операций.
Отряд Хучбарова был подчинен жесткой дисциплине и порядку, что позволяло им долго и эффективно вести свою деятельность. Схроны, склады, базы с боеприпасами, пищей, собственными пошивочными мастерскими располагались во многих стратегических пунктах, которые находились в горах Ингушетии, Хевсуретии, Чечни. Важную роль играла и поддержка земляков.
Бесперебойное снабжение оружием и продовольствием обеспечивалось четкой отлаженной системой взаимодействия с местными отделами внутренних дел, колхозами, кооперативами и частными лицами.
Мобильное и хорошо вооруженное повстанческое формирование Хучбарова, находясь на нелегальном положении, фактически активно действовало на территориях Ингушетии, Чечни, Осетии, Дагестана и трех районов Грузии (Душетском, Казбегском и Ахметском).
«Хучбаров Ахмед со своими единомышленниками и наиболее преданными ему бандитами специально выслеживал сотрудников органов НКВД, участвовавших в борьбе с бандитизмом, и принимал меры по их убийству. Так, в июне 1943 года Хучбаровым в с. Гули Галашкинского района был убит старший оперуполномоченный отдела борьбы с бандитизмом НКВД Чечено-Ингушской АССР младший лейтенант Назиров Мухадин Назирович, смелый молодой чекист. В 1943 году в горах Ахметского района участникам банды Хучбарова удалось угнать несколько тысяч голов овец и во время перестрелки убить трех солдат 236-го полка внутренних войск НКВД и двух милиционеров. … В том же году на хуторе Джараго, тогда Ахалхевского района, бандиты Хучбарова обнаружили на привале отряд внутренних войск и, открыв по нему огонь, расстреляли 23 солдата а затем, совершив вооруженный налет на летние пастбища, угнали более двух тысяч овец, принадлежащих колхозам и совхозам…». 9 июня 1944 г. у с. Малари Хамхинского сельсовета отряд Хучбарова уничтожил опергруппу НКВД под руководством лейтенанта Голика, «зачищавшую» от остававшихся в горах после всеобщей депортации ингушей. Хучбаров со своими товарищами расстрелял опергруппу. У генерал-майора В. Шадури об этом сказано следующее: «…все 5 человек зверски были убиты. Убитыми оказались командир 2-го взвода 9-й роты 236-го стрелкового полка войск НКВД младший лейтенант Голик Григорий Михайлович, пулеметчик Козлов Иван Семенович, солдаты Дмитрий Трофимов, Александр Икрянников и Геннадий Суворов». Подобные операции НКВД осуществлялись по специальному решению правительства, и в них было задействовано 19 тысяч оперативных работников Наркомата внутренних дел и до 100 тысяч офицеров и бойцов войск НКВД. По специальному указанию Л. Берии 63 для ликвидации бандитизма в выселенных районах Ингушетии, Чечни войсками НКВД создавались войсковые гарнизоны, формировались разведывательные и оперативные группы.
Группа продолжила свою деятельность и после депортации земляков в Среднюю Азию и победы СССР над нацистской Германией, хоть это и сильно усугубило положение бандитов. Бойцы Хучбарова продолжали уничтожать оперуполномоченных госбезопасности: 6 июня 1946 года у ингушского села Хамхи была уничтожена опергруппа Мумладзе-Пицхелаури из 5 человек, шедшая «из Казбегского района по заданию партийных и советских органов», задачей которой было уничтожение средневековых башен и святилищ. На территории Ахметского района Грузии отряд Хучбарова ликвидировал сотрудников районного отдела внутренних дел, в горах Хевсуретии — сотрудников и осведомителей госбезопасности. В мае 1947 года бойцы Хучбарова в Душетском районе Грузии уничтожили группу работников милиции и их пособников. В 1948 году в Пригородном районе отряд Хучбарова попадает в засаду, устроенную большим отрядом НКВД. Партизанам с боем удалось вырваться из окружения, но в бою погиб двоюродный брат Ахмеда Солтмурад. Он умер, успев прочитать предсмертную молитву (сура Корана «Йа Син»), единственную которую знал наизусть.
С 1944 по 1953 год бойцами А. Хучбарова было проведено около 30 операций против войск НКВД и НКГБ. Лично А. Хучбаровым за эти годы уничтожено не менее 100 оперативников спецслужб. Два года, с 1953-го по 1955-й, под руководством КГБ СССР в МВД Грузии разрабатывалась спецоперация «по ликвидации социально опасной уголовной и политической банды А. Хучбарова». Спецплан ставил перед сотрудниками КГБ и МВД Грузии конкретные задачи: сбор и обработку имеющейся и поступающей информации об Ахмеде Хучбарове и его отряде; вербовку в Ахметском, Душетском районах и бывшей Чечено-Ингушетии агентуры для соответствующей работы по внедрению в отряд Хучбарова; поиск и специфическую обработку посредников-парламентов для переговоров (с целью обмана) с самим Хучбаровым, а также с Хасухой Магомадовым, Абумуслимом Дидиевым, которые пересекали границы Чечни, Ингушетии и Грузии для боевых совместных операций.

### Поимка
В сентябре 1954 года в Тбилиси под руководством министра внутренних дел Грузинской ССР А. Н. Инаури (ставшего после этой операции председателем КГБ при Совете Министров Грузинской ССР) был утверждён план мероприятий по ликвидации отряда Хучбарова. В группу «ликвидаторов» вошли В. И. Шадури — начальник отдела КГБ Грузии, А. Квашели — заместитель министра внутренних дел, Г. Гучмазашвили — начальник уголовного розыска Управления милиции МВД Грузинской ССР. Из казахстанской тюрьмы в 1953 году был привезён соответственно обработанный органами Абубакар Хучбаров, который целый год вёл переговоры с Ахмедом. В январе 1955 года Ахмед Хучбаров встретился с В. И. Шадури для переговоров, где и был обманным путём схвачен. 

«Чтобы как-то убедиться в моей искренности, Хучбаров предложил дать ему клятву на Коране. Я, конечно, ничего не терял. Главное состояло в том, чтобы оторвать Хучбарова от своей берлоги и лишить его неуязвимости. Прежде чем давать клятву на Коране, я предупредил своих товарищей держать себя серьёзно, иначе неуместный смех мог всё погубить».— полковник КГБ В. И. Шадури
Следствие шло год. На суд, который состоялся в 1956 году в Тбилиси, из Казахстана было привезено более 30 ингушей. Ахмед Хучбаров был осуждён военным трибуналом Закавказского военного округа и расстрелян.